# Alvèrnia
Alvèrnia (en occità alvernès: Auvèrnhe al masculí o Auvèrnha al femení; en francès Auvergne) és una antiga regió del centre sud de França dins del Massís Central. La capital n'és Clarmont d'Alvèrnia, capital històrica de les províncies d'Alvèrnia. Fins al 2014 va ser una regió administrativa amb els límits aproximats de la regió històrica i estava formada pels departaments de: 
- Alier
- Cantal
- Alt Loira
- Puèi Domat

Després es va integrar a la regió d'Alvèrnia-Roine-Alps.

## Orografia
Ocupa el centre del Massís Central, i és drenada per l'Alier i el Dordonya. És travessada de nord a sud per altiplans cristal·lins dislocats, d'altitud molt desigual, que constitueixen el sòcol dels grans relleus volcànics (muntanya del Puèi Domat, Mont Dora, massís de Cantal). Entre aquests grans blocs volcànics es troben les conques omplertes per sediments terciaris (Orlhac, la Limanha) que tenen un aspecte de petites planes montuoses. La baixa Alvèrnia, coberta per restes volcàniques i ocupada pels altiplans basàltics de Mauriac i Cesalièr, amb un clima dur i recursos escassos, és tradicionalment un lloc inhòspit i focus d'emigració.

## Història
El nom li ve dels arverns, una poderosa confederació de tribus gal·les que, en temps de Juli Cèsar, lluità contra els romans sota el comandament del cèlebre Vercingetòrix. Els principals pobles del territori eren els cadurques, que ocupaven l'actual regió del Carcí i el sud-oest de l'Alvèrnia (departaments d'Olt i Tarn i Garona), i la seva capital era Divona o Cadurci (Caors); i els arverns, els més poderosos i coneguts, ocupaven el Puei Domat (on tenien el sanctuari), el Cantal, Clarmont i Sent Flor. La capital era Nemossos o Gergòvia, avui Clarmont d'Auvernha. Amb l'Imperi Romà, Alvèrnia formà part de Prima Aquitania i durant els períodes merovingi i carolingi la regió passà les vicissituds de la regió aquitana. Fou cedida als visigots el 475 i conquerida pel rei franc Clodoveu I el 507. En temps dels merovingis formà un comtat dependent d'Aquitània, i més tard fou escenari de batalles entre els ducs d'Aquitània i els carolingis.
Cap al final del segle viii, Alvèrnia constituí un comtat separat; el primer comte hereditari fou Bernat Plantapeluc, comte el 877, qui aplegaria al seu voltant Alvèrnia, Limós, Roergue i Tolosa, i el 878 la Gòtia i Berry, el Lionès i el Macônès, terres franceses. A la seva mort dividí el reialme i deixà l'Alvèrnia com a comtat separat per a Guillem el Pietós (886-926). Després d'ell el comtat passà als seus nebots Guillem II i Acfred I (926-928), a la mort del qual el comtat passà a mans del comte de Tolosa fins al 1154. D'aleshores fins al 1195 fou regit per Ricard Cor de Lleó, futur rei d'Anglaterra, qui a la seva mort va dividir les possessions occitanes. Això ho aprofitaria el bisbe de Clarmont, Robert I (1195-1227) per apoderar-se de gran part del comtat i esdevenir aliat del rei francès.
La senyoria de la ciutat de Clarmont, que més tard esdevingué un comtat, també serà possessió dels bisbes de Clarmont fins al 1552. Així, a partir del segle xiii, Alvèrnia quedà dividida en quatre feus, que ja no podien oposar als reis de França una oposició ferma. El 1360, el rei Joan II erigí la terra d'Alvèrnia en ducat a favor del seu fill Joan, a través de la filla del qual el nou títol passà al casal dels Borbons. Del 1384 al 1389 la revolta dels tuchins contra els impostos s'hi va estendre des del Llenguadoc.
Cap al 1416 gairebé tot el territori restarà en mans dels ducs Joan I de Borbó (1410-1434) i Carles I (1434-1456) del casal de Borbó. Però el 1527 el comtat fou confiscat per la corona francesa amb la complicitat dels bisbes de Clarmont, i fou incorporat al regne de França.
El 1790 el territori fou dividit en els departaments de Lo Puèi de Doma, Cantal i una part de l'Alt Loira.

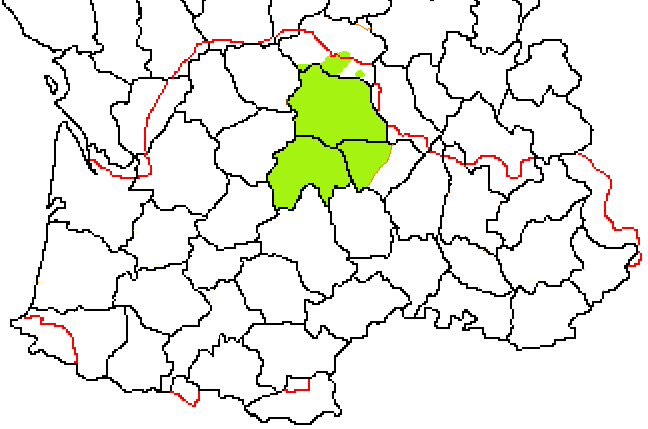
Mapa històric d'Alvèrnia

L'1 de gener de 2016, Alvèrnia-Roine-Alps és creada per la fusió de les regions d'Alvèrnia i de Roine-Alps.
- Vegeu: Comtat d'Alvèrnia

Llocs d'interes: -Vulcania (zona de volcans)

## Llengües
Les llengües pròpies d'Alvèrnia són
- L'occità alvernès és el parlat a gairebé tota la regió, encara que també es parla el vivaro-alpí vers Sinjau, i el llenguadocià (varietat carladesià) al sud-oest del Cantal.
- La llengua d'oïl, a la meitat nord, al Borbonès (Alier).

Val a dir, però, que la meitat nord del Borbonès, al voltant de Moulins-sur-Allier, és de parla d'oil, mentre que a la meitat sud, vers Montluçon i Vichèi, s'hi parla occità. Així que el terme borbonès pot fer referència tant a una varietat dialectal occitana com francesa.
Segons un sondatge de 2006, la denominació més habitual pare a qualsevol de les dues llengües és la de patois (78% de la població) al costat de termes més regionalitzats (alvernès, borbonès, vellavè). No obstant això, s'entreveu una certa consciència d'identitat cultural a través de denominacions com borbonès (5%), alvernès (10%), occità (8%) o llengua d'oc (4%).
La llengua dita regional, tant sigui d'oil com d'oc, representa una forta realitat a la regió:
- 61% declaren comprendre amb més o menys facilitat la parla regional, i el 22% perfectament
- 42% declaren saber la parla més o menys bé i el 12% molt bé
- 29% declaren llegir més o menys bé i el 10% molt bé
- 17% declaren escriure-la més o menys bé i el 4% molt bé.

La transmissió de la llengua es fa essencialment en l'àmbit familiar (avis entre el 61% i el 50%), amb una part més feble per la xarxa institucional i escolar (10%). Aquí es mostra el problema del rol de l'estat, ja que un 40% de la gent que no ha ensenyat la llengua pròpia als infants actualment se'n penedeix. Aquest retret és més fort entre les generacions més joves (58% entre els menors de 35 anys).
L'augment de les ganes d'aprendre és força present. És més fort entre els menors de 35 anys (23%). El desig de veure la llengua amb més presència a l'escola és del 74% al Cantal, el 53% a l'Alt Loira i el 51% al Puèi Domat. El desig que els fills aprenguin la llengua és més fort (41%) i es reforça entre les generacions més joves (58% entre els menors de 35 anys). El 71% dels habitants de la regió es declaren favorables al manteniment i desenvolupament de la llengua i cultura regionals, el 76% entre els menors de 35 anys. Per això defensen que les diferents institucions hi juguin un paper actiu:
- France 3 Auvergne hauria d'oferir emissions en llengua regional en el 54% de la programació.
- la regió (54%), l'educació nacional (43%), el ministeri de cultura (42%) i els municipis són vists pels alvernesos com els actors legítims amb el deure de transmetre i desenvolupar llur llengua i llur cultura[3]

## Alvernesos
Alguns escriptors i guionistes alvernesos són Jean Anglade, autor d'obres poètiques, humorístiques i reculls de costums i tradicions, entre d'altres; el també poeta occitanista Arsène Venemouze; Henri Pourrat, escriptor especialitzat en Alvèrnia; el periodista modern Albert Londres i també Georges Bataille; Valéry Larbaud; Jacques Laurent; Paul Morand; Jules Romains; Robert Sabatier; Pierre Schoendoerffer; Grégoire de Tours i Jules Vallès. Entre els músics Jean de Cambefort.
Científics, enginyers i empresaris són Blaise Pascal i François Michelin, fundador de la marca de pneumàtics del seu cognom. Un exemple d'artista n'és el pintor Georges Monnet. L'actriu Audrey Tautou també és d'Alvèrnia. Com el papa Silvestre II, el general La Fayette i els expresidents de França Paul Doumer, Jòrdi Pompidor i Valéry Giscard d'Estaing.